# Yamaha TY
 (décembre 2011).
Si vous disposez d'ouvrages ou d'articles de référence ou si vous connaissez des sites web de qualité traitant du thème abordé ici, merci de compléter l'article en donnant les références utiles à sa vérifiabilité et en les liant à la section « Notes et références ».
Les modèles TY définissent la gamme de motos trial du constructeur japonais Yamaha, l'acronyme TY signifiant « Trial Yamaha ». Elles ont été développées à partir de 1971 par le trialiste français Christian Rayer soutenu par Jean-Claude Olivier (ancien président de Sonauto-Yamaha), puis par le pilote britannique Mick Andrews, vainqueur de trois titres mondiaux en 1971, 1972 et 1973.
Les Yamaha TY ont été produites en grandes séries dans diverses cylindrées : 50, 80, 125, 175, 250, 350 cm3.
Si le premier modèle TY commercialisé fut un 250 cm3 baptisé « TY A » ou « 434 » (fin 1973), la plus célèbre reste en France le modèle TY 125 cm3 qui deviendra la moto trial la plus vendue au monde, avec 53 000 exemplaires écoulés en vingt ans. La Yamaha TY 125 a démocratisé la pratique du trial et suscité de nombreuses vocations parmi les trialistes en herbe. C'est notamment sur cette machine d'initiation, simple et abordable, qu'a débuté le Français Thierry Michaud, qui deviendra plus tard triple champion du monde de trial.
Présentée fin 1974 lors du Salon de la moto de Paris, cette TY 125 était alors vendue moins de 5 000 francs et elle atteindra des records de ventes dans cette catégorie. De 1975 à 1991, il s'est ainsi écoulé près de 24 500 exemplaires de TY 125 en France, 6 372 modèles pour la seule année 1976.
Deux types de Yamaha 125 TY ont été produits au long de ses seize années d'existence :
- TY 125 type 541 (1975 à 1976) ;
- TY 125 type 1K6 (1976 à 1991).

Le premier modèle type 541 est facilement identifiable avec son phare rond, un petit réservoir profilé et un son silencieux d'échappement cylindrique de faible diamètre ainsi qu'à ses carters moteur en aluminium poli.
Sur le modèle suivant (1K6), le silencieux deviendra plus volumineux, et les carters moteur adopteront le noir satiné.
Les évolutions techniques de la TY 125 ont été minimes de 1975 à 1991, avec cette modification visible de l'échappement pour répondre aux normes d'homologation, mais aussi sur l'admission et les réglages de carburation. C'est donc davantage aux détails esthétiques (décoration de réservoir, coloris de la selle, de la grille d'échappement, du moteur, etc.) que l'on identifie le millésime d'une TY 125.
En 1976, deux petites cylindrées arrivent pour compléter la gamme : les 50 et 80 cm3. Les cadres et carrosseries sont identiques, seule la cylindrée du moteur diffère.
En 1983, Yamaha propose une évolution majeure avec la TY 250 (38V au Japon / 44J en Europe) identifiable à sa suspension arrière de type mono-amortisseur. Elle sera produite jusqu'en 1988, sous diverses versions : 250 et 350 cm3, version R, apparition du frein avant à disque en 1991.
En 1993, Yamaha lance la TY 250 Z, avec un cadre poutre en aluminium et moteur à deux temps à refroidissement liquide. Elle sera produite jusqu'en 1996.
Il s'ensuit une longue période d'inexistence de la famille TY, si l'on excepte le modèle français Scorpa TY-S 125F à moteur à quatre temps, produit à partir de 2003 avec l'accord de Yamaha.
La résurrection de la famille TY se produit le 23 mars 2018, lors du salon japonais Tokyo Motor Show, avec la présentation de la TY-E, un prototype de moto de trial à motorisation électrique engagé dans la Coupe FIM Trial-E.